# Доњи Бешпељ
Доњи Бешпељ је насељено место у Босни и Херцеговини у општини Јајце. Административно припада Федерацији Босне и Херцеговине, односно њеном Средњобосанском кантону. Према попису становништва из 2013. у насељу је било 545 становника, а већинску популацију у насељу чинили су Хрвати.

## Становништво
По последњем службеном попису становништва из 2013. године у насељу Доњи Бешпељ живело је 545 становника, а село је било етнички хетерогено са већинском хрватско-бошњачком популацијом.
| Националност | 2013. | 1991.        | 1981.        | 1971.        |
| Бошњаци      | —     | 363 (43,53%) | 363 (44,11%) | 324 (45,06%) |
| Хрвати       | —     | 465 (55,76%) | 457 (55,53%) | 395 (54,94%) |
| Срби         | —     | 0            | 0            | 0            |
| Југословени  | —     | 4 (0,48%)    | 3 (0,36%)    | 0            |
| остали       | —     | 2 (0,24%)    | 0            | 0            |
| Укупно       | 545   | 834          | 823          | 719          |